# Gioconda San Blas
Gioconda Cunto de San Blas (Caracas, Venezuela, 14 de diciembre de 1943) es una bióloga molecular y bioquímica venezolana. Es presidenta de la Academia de Ciencias Físicas, Matemáticas y Naturales de Venezuela e investigadora emérita del Instituto Venezolano de Investigaciones Científicas (IVIC). Es licenciada en química venezolana egresada de la Universidad Central de Venezuela (UCV).

## Biografía
Graduada de la UCV en 1967, ingresa ese mismo año al IVIC. Se casó con Felipe San Blas Guerra, también licenciado en Biología en la UCV. Luego, ambos realizaron en Edimburgo estudios doctorales becados por el IVIC,  obteniendo su doctorado en bioquímica en la Universidad Heriot-Watt en 1972. Se especializó en bioquímica y biología molecular del dimorfismo y patogenicidad de hongos patógenos para humanos, investigación para la que tomó como modelo un hongo llamado Paracoccidioides brasiliensis, conocido por producir la micosis más frecuente en América Latina.
Ya en Venezuela, trabaja como investigadora hasta llegar a ser investigadora titular emérita y jefe del laboratorio de micología y también del centro de microbiología y biología celular. También tuvo participación en el Consejo Nacional de Investigaciones Científicas y Tecnológicas (CONICIT)
Desde 2011 es Presidenta de la Academia de Ciencias Físicas, Matemáticas y Naturales de Venezuela, siendo la primera mujer en Venezuela en lograr este puesto. Para 2016 San Blas fue directora de Ciencia y Tecnología de la gobernación de Miranda. 
De sus tres hijos, el primero fue afectado con síndrome de Down. Se dedicó a luchar para las personas con necesidades especiales y escribió el libro "Agustín, un niño especial" (Monte Ávila, Caracas, 1997, ISBN 9789800101018).

## Reconocimientos
Se le atribuyen cuatro libros y aproximadamente 140 trabajos publicados en las mejores revistas del mundo. Sus principales logros en sus líneas de investigación han sido: 
- Postular al a-1,3-glucán de la pared celular como un factor de virulencia del hongo, tesis que, aunque controversial en su momento, fue luego también comprobada en otros dos patógenos (Histoplasma capsulatum y Blastomyces dermatitidis).[2]
- Genes involucrados en el dimorfismo y la virulencia: gen de la ornitina decarboxilasa (en colaboración con CINVESTAV, México, Dr. J. Ruiz Herrera) y genes de quitina sintetasa (con la Universidad de Aberdeen, UK, Prof. N. Gow).[2]
- Sistemas de transformación de P. brasiliensis (en colaboración con la Universidad de Salamanca, España, Prof. A. Domínguez)
- Identificación geográfica molecular de cepas de P. brasiliensis, relevante a la interpretación de la clínica de esta micosis.
- Una posible sonda molecular para el diagnóstico temprano de la paracoccidioidomicosis (en colaboración con UNESP, São Paulo, Brasil; Drs. R. Mendes y E. Bagagli).

Con estas líneas, la Dra. San Blas ha dirigido el Laboratorio de Micología del IVIC 1999.